# 共成レンテム
株式会社共成レンテム（きょうせいレンテム、英: Kyosei Rentemu Co., Ltd.）は、北海道帯広市に本社を置く建設機械などのレンタルを行う企業である。

## 沿革
- 1963年（昭和38年）10月 - 共成電機産業株式会社設立。
- 1980年（昭和55年）6月 - 共成産業株式会社に社名変更。
- 1990年（平成2年）7月 - 株式会社共成レンテムに社名変更。
- 1991年（平成3年）2月 - 株式を店頭公開。
- 2001年（平成13年）1月 - 東京証券取引所2部上場。
- 2005年（平成17年）12月 - アクティオと資本、業務提携。
- 2016年（平成28年）
  - 9月 - アクティオホールディングスが株式公開買付けを実施。完全子会社のアクティオと合算し、議決権所有割合で94.33%の株式を取得して親会社となる。
  - 10月 - 東京証券取引所2部上場廃止。アクティオホールディングスが株式売渡請求を行い、株主がアクティオホールディングス及びアクティオのみとなる。